# Astrattisti comaschi
Gli astrattisti comaschi furono un gruppo artistico italiano, nato nei primi anni trenta del XX secolo attorno alle figure dei pittori Manlio Rho e Mario Radice e che incluse artisti come Aldo Galli, Carla Badiali, Carla Prina.
Influenzati dalla lezione degli architetti Antonio Sant'Elia e Giuseppe Terragni nonché dalla visione delle prime mostre italiane di Kandinsky e dai testi della Bauhaus, il gruppo rappresentò la più omogenea trasposizione in Italia delle avanguardie astratte che erano fiorite in quegli anni in Europa a partire dal Suprematismo russo fino al movimento De Stijl.
Ancora un architetto, Alberto Sartoris fu il primo a sostenere criticamente il gruppo, che ormai è unanimemente considerato come uno dei movimenti fondamentali dell'avventura artistica del Novecento italiano.
Fra i seguaci del movimento possiamo annoverare Alberto Cavalieri.